# Biblioteca da Comissão Econômica para a América Latina e o Caribe
A Biblioteca da Comissão Econômica para a América Latina e o Caribe foi inaugurada em 1948, quando as Nações Unidas designaram a Comissão Econômica para a América Latina para apoiar sua missão na região. A Biblioteca está dividida em quatro ramos: a Biblioteca Hernán Santa Cruz em Santiago, o Centro de Recursos de Informação e Distribuição de Documentos no México D.F., o Centro de Gestão do Conhecimento do Caribe em Port of Spain, e a Biblioteca Raúl Prebisch em Brasília. Todos formam a Biblioteca da CEPAL.

## História
Uma parte essencial da missão da Comissão Econômica para a América Latina e o Caribe (CEPAL) é realizar pesquisas e recopilar, organizar, interpretar e difundir informações e dados, relacionados com o desenvolvimento econômico e social da região. A Biblioteca da CEPAL foi inaugurada em 1948 para apoiar essa missão e oferecer também, apoio à  pesquisa para a análise da economia e da sociedade da América Latina e do Caribe. A Biblioteca fornece acesso digital a uma insondável riqueza de informação. É muito mais do que uma única biblioteca poderia manter em um espaço físico. Com especialistas em organização e recuperação da informação, apoia uma rede de bibliotecas, que aperfeiçoa continuamente um portfólio de assinaturas digitais e físicas para uso dos pesquisadores da CEPAL.  

##### A Biblioteca da CEPAL diante da pandemia da COVID-19
Pelas recentes medidas de prevenção que foram implementadas por causa do Coronavirus, os funcionários da Biblioteca da CEPAL (Santiago, Brasília, México e Porto Espanha) estão trabalhando na modalidade de home office ou trabalho remoto, desde 19 de março. Nesse período, têm procurado atender as necessidades dos usuários externos, por e-mail, pela seção 'Pergunta-nos' do site e pelo uso do serviço Libchat, orientando-os no acesso aos recursos eletrônicos abertos (repositório, biblioguias, etc.) e entregando-lhes documentos em formato digital de acesso livre. Os funcionários da CEPAL têm sido fortemente apoiados e capacitados no pleno acesso a todos os recursos eletrônicos da Biblioteca, mesmo estando fora da CEPAL. A Biblioteca tem proporcionado aos usuários assistência constante às suas consultas, aproveitando os meios disponíveis de contato (e-mail, Libchat, Teams, etc.), organizando também, atividades frequentes de treinamentos virtuais individuais e grupais.

## Missão e visão
A missão da Biblioteca é proporcionar acesso aos recursos de informação em seus diversos formatos, além de capacitação e serviços de apoio à pesquisa, mediante a organização, conservação e disseminação de diversos recursos, particularmente do patrimônio intelectual da Comissão. A Biblioteca tem como objetivo fornecer serviços de informação especializados, principalmente aos funcionários da CEPAL, estendendo seu atendimento às agências especializadas da ONU com sede em Santiago, Chile, aos organismos regionais, governamentais, às embaixadas, aos pesquisadores, acadêmicos e estudantes do ensino superior. Proporcionar acesso aos recursos de informação da Biblioteca em seus diversos formatos, treinamento e outros serviços de apoio à pesquisa; por meio de aquisição, organização, conservação e disseminação de vários recursos, particularmente do patrimônio intelectual da Comissão; de maneira oportuna, confiável e pertinente, de acordo com as necessidades específicas do programa de trabalho da Comissão e da comunidade em geral. 

## Localizações
- Santiago, Chile (sede)

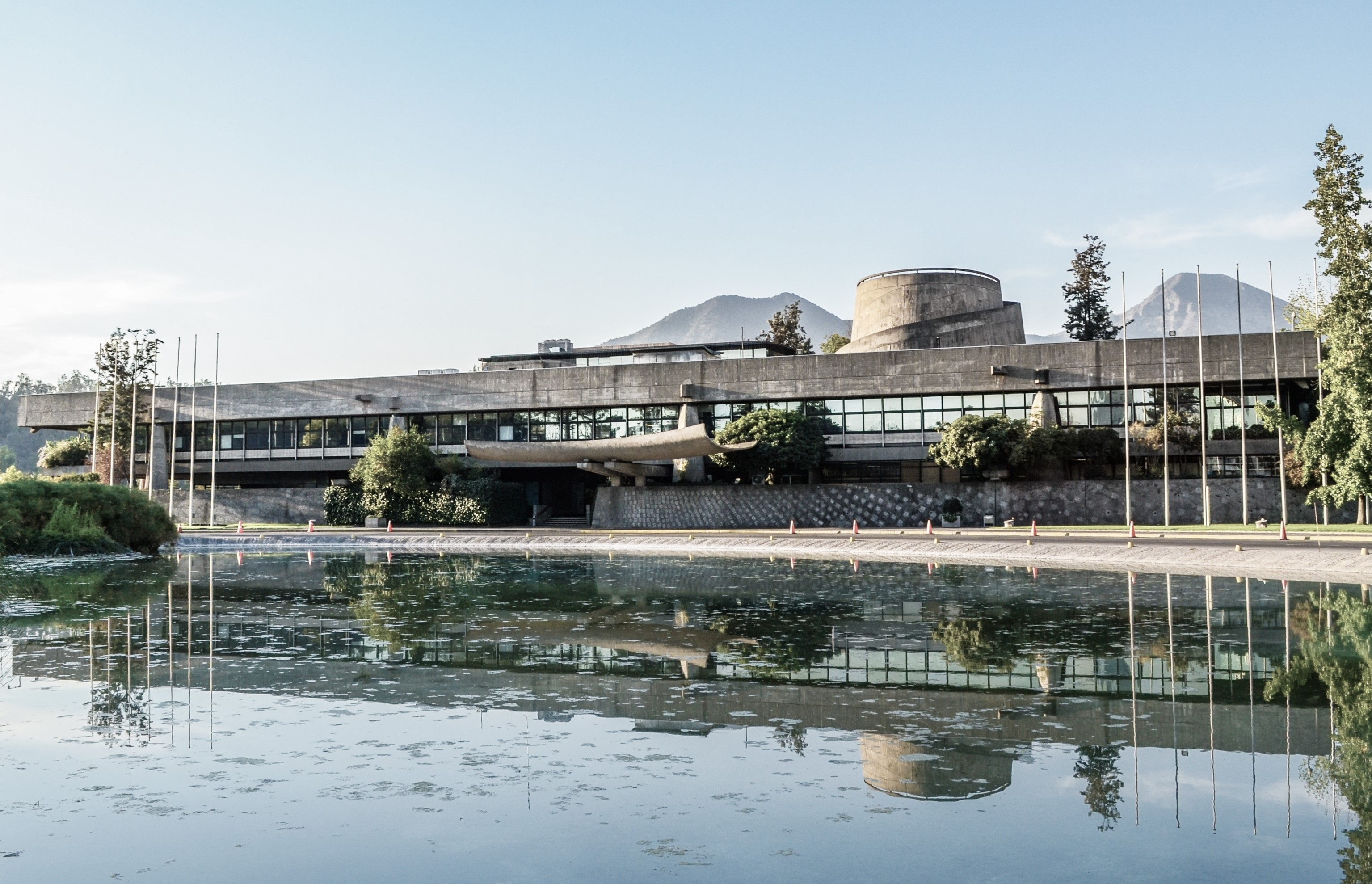
Sede da Cepal em Santiago, Chile

- Cidade do México, México (sede sub-regional da América Central)
- Porto da Espanha, Trinidad e Tobago (sede sub-regional do Caribe)
- Brasília, Brasil (escritório do país)

## Biblioteca Hernán Santa Cruz (Chile)
A Biblioteca Hernán Santa Cruz é a biblioteca principal e mais antiga, localizada na sede da Cepal em Santiago, Chile. Conhecida como Biblioteca da Cepal – nasce em 1948, no mesmo ano da fundação da Comissão Econômica para a América Latina e o Caribe, para fornecer serviços de informação especializados sobre o desenvolvimento econômico e social da América Latina e do Caribe, como apoio ao programa de trabalho da Organização.
A Biblioteca localiza-se no Edifício das Nações Unidas, sede da CEPAL em Santiago, Chile. O Edifício é considerado um marco da arquitetura moderna latino-americana.
Em 2008 a Biblioteca recebe o nome de Hernán Santa Cruz, advogado e ilustre diplomata chileno que propôs em junho de 1947 a criação da Comissão Econômica para a América Latina (Cepal), para apoiar o desenvolvimento econômico e social da região. Paralelamente, foi membro do Comitê de Redação da Declaração Universal dos Direitos Humanos, proclamada em 1948.

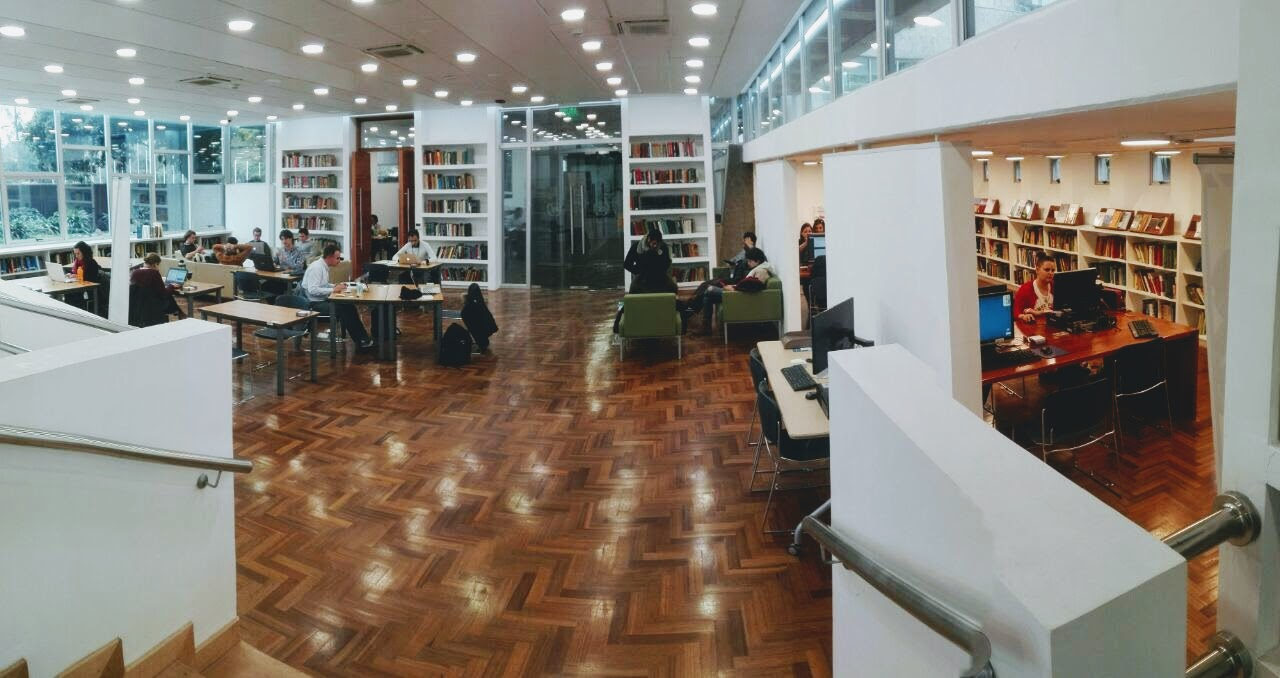
Biblioteca Hernán Santa Cruz, Santiago, Chile

#### Remodelação da Biblioteca Hernán Santa Cruz
Em 2015 inicia-se o trabalho de remodelação que finaliza em maio de 2016 com a transformação da Biblioteca de Santiago em um espaço moderno e flexível de acesso não somente dos funcionários da Comissão, mas também, dos  participantes de reuniões, workshops e eventos que são realizados pela Organização e do público em geral. Com um novo conceito de estantes abertas, com seu acervo à vista e de rápido acesso, torna-se um confortável espaço de estudo para leitura individual e de trabalho em grupo. Um espaço para obter informação, pesquisar, refletir e também para conversar e trabalhar de forma colaborativa.

#### Acervos e Serviços
Atualmente, conta com um acervo de mais de 150.000 volumes físicos, entre eles, livros, revistas, fotografias, documentos oficiais, entre outros. Possui, também, um importante volume de recursos digitais, tais como, livros, revistas eletrônicas e bases de dados. A cobertura temática de suas coleções inclui temas de ciências sociais, como, economia, desenvolvimento social, comércio internacional, desenvolvimento sustentável, planejamento, estudos de gênero, recursos naturais, infraestrutura, entre outros.  Possui, também, uma importante coleção de livros e documentos de renomados economistas que foram fundamentais tanto para o pensamento cepalino como para as teorias do desenvolvimento das economias latino-americanas, tais como: Celso Furtado, Aníbal Pinto,Fernando Fajnzylber e Raúl Prebisch.
A Biblioteca da CEPAL possui o mandato de preservação do patrimônio intelectual institucional, que se traduz na conservação física do Arquivo “José Besa García”  de todas as publicações da Organização desde 1948 e que reúne o trabalho  da Comissão em seus mais de 70 anos de história. A versão digital do Arquivo está disponível na plataforma denominada Repositório Digital da CEPAL.
A Biblioteca está aberta para estudantes, acadêmicos, pesquisadores, diplomatas, funcionários públicos e para o público em geral. Em coordenação com a Unidade de Informação Pública da CEPAL, organizam visitas para grupos de caráter acadêmico, de divulgação do Organismo e de suas atividades.

## Centro de Recursos de Informação e Distribuição de Documentos (CRIDD)
O Centro de Recursos de Informação e Distribuição de Documentos (CRIDD), da sede sub-regional da CEPAL no México, apoia as pesquisas da CEPAL, facilitando o acesso aos recursos de informação. O CRIDD distribui a produção intelectual da CEPAL, que é direcionada principalmente aos tomadores de decisão econômica do México e da América Central.
Entre seus objetivos destacam-se, a colaboração com organismos regionais para o desenvolvimento de serviços compartilhados de informação e redes de apoio mútuo, a facilitação do acesso à informação e às estatísticas, tornando eficientes os processos de pesquisa, a preservação da produção intelectual da CEPAL e a difusão de seu trabalho entre estudantes e acadêmicos da região.
Seu acervo é composto principalmente por livros, publicações das Nações Unidas, páginas selecionadas e manuais da CEPAL, coedições, publicações periódicas, revistas e boletins. O CRIDD faz parte de uma ampla rede de bibliotecas da sub-região com as quais realiza intercâmbios e empréstimos entre bibliotecas. Além de apoiar os funcionários da CEPAL em suas pesquisas, atende as solicitações do público em geral, acadêmicos e funcionários da sub-região. Além disso, está presente nos eventos da CEPAL, onde fornece informações sobre o trabalho da CEPAL  e divulga suas publicações ao público.

## Biblioteca Raúl Prebisch (Brasil)
A Biblioteca da CEPAL no Brasil (Biblioteca Raúl Prebisch) iniciou suas atividades em Brasília em 1980, com o objetivo de atender as solicitações do staff, principalmente ao do Escritório no Brasil, dos pesquisadores do IPEA e alguns usuários de bibliotecas de algumas universidades brasileiras, colaborando com o desenvolvimento de seus trabalhos e apoiando suas necessidades de pesquisa na área econômica e social da América Latina e do Caribe.
Posteriormente, devido à grande demanda externa, começou a estender suas atividades de informação para outros usuários, como: consultores, economistas, pesquisadores de vários institutos de pesquisas nacionais, funcionários do governo brasileiro (ministros, deputados, senadores, assessores), membros do corpo diplomático em Brasília, embaixadores, professores, estudantes de graduação e pós-graduação, estagiários e jornalistas, interessados no trabalho da CEPAL e da região latino-americana e caribenha.

#### Acervos e Serviços
A coleção se concentra principalmente em publicações da CEPAL, revistas, publicações das Nações Unidas, trabalhos de outras organizações internacionais e regionais, além de livros da área econômica e social.
Atualmente, a Biblioteca Raúl Prebisch encontra-se em uma etapa de reestruturação, transferindo seus arquivos para o Sistema Alma/Primo, alinhando-se com outras Bibliotecas da CEPAL e com suas publicações compondo o Sistema Explora.

## Centro de Gestão do Conhecimento do Caribe
A Biblioteca da sede sub-regional da CEPAL para o Caribe é utilizada especialmente por essa sede, mas também, por pesquisadores do Caribe e por aqueles que pesquisam sobre essa região. A Biblioteca da sede sub-regional da CEPAL para o Caribe foi criada em 1966 juntamente com o Escritório da CEPAL para o Caribe. Está localizada em Porto Espanha, Trinidad e Tobago.
Como parte do Centro de Gestão do Conhecimento do Caribe (CKMC), presta serviços de referência e informação à Secretaria e aos membros do Comitê de Desenvolvimento e Cooperação do Caribe (CDCC), da CEPAL, em apoio ao seu programa de trabalho e atividades de integração e cooperação regional. Como uma das unidades substantivas da CEPAL no Caribe, o CKMC apoia as TICs para o desenvolvimento e iniciativas de gestão do conhecimento por meio da organização de workshops e da convocação de reuniões de grupos de especialistas. Fornece, também, serviços de assessoria técnica aos países-membros e membros associados do CDCC, e divulga relatórios de pesquisa técnica para as principais partes interessadas, aos formuladores de políticas e aos membros de comunidades de pesquisas da sub-região do Caribe. Além disso, o CKMC promove acesso a dados fundamentais do Caribe, notícias, dados de pesquisas nacionais, regionais e internacionais e recursos de informação para o desenvolvimento sustentável do Portal de Desenvolvimento do Caribe.

#### Acervos e Serviços
A Biblioteca de Porto Espanha contribui para a expansão, preservação e promoção do acesso às publicações da CEPAL Caribe e com os recursos do Repositório Digital da CEPAL mediante digitalização e serviços de catalogação. Oferece, também, acesso a uma variedade de recursos eletrônicos e físicos por meio do mecanismo de metabusca: Explora – em que o catálogo coletivo das bibliotecas da CEPAL em Santiago, da Cidade do México e de Porto Espanha estão inseridos. Esse catálogo online, também provê acesso aos registros bibliográficos das bibliotecas de Nova York e Genebra.

#### Recursos eletrônicos e acesso remoto
O CKMC oferece acesso remoto aos seus serviços e recursos por meio de participação conjunta em soluções inovadoras de TICs, como EZProxy, para recursos baseados em assinaturas, e pelos serviços online de LibChat para consultas de pesquisas em tempo real. A Biblioteca proporciona, também, aos pesquisadores, acesso a recursos fundamentais não encontrados em suas coleções, por meio de atividades cooperativas com redes locais, regionais e globais de empréstimo e distribuição de documentos entre bibliotecas. O Centro de Gestão do Conhecimento do Caribe está acessível aos funcionários da CEPAL dentro do Sistema de Organismos da ONU, organizações regionais e intergovernamentais, estudantes e pesquisadores acadêmicos, público em geral, institutos de pesquisa, funcionários de governos e diplomatas.

## Repositório Digital
O Repositório Digital  foi lançado pela Biblioteca em 2014, assegurando o acesso livre e a preservação das publicações elaboradas pela Comissão Econômica para a América Latina e o Caribe desde a sua criação em 1948. Todas as coleções de livros, revistas, séries, manuais, relatórios estatísticos, documentos de reuniões, incluindo recursos multimídia, como, fotos multimídia e vídeos. Mais de 44.200 registros em vários idiomas, podem ser encontrados online e baixados de qualquer parte do mundo. Em seu desenvolvimento, foram utilizados programas e bases de dados de código livre, amplamente utilizados no âmbito mundial, como, Dspace, Apache Tomcat  e PosgreSQL, adotando-se também, normas de digitalização e preservação digital como, PDF/A  e reconhecimento ótico de caracteres (OCR). Em agosto de 2020, o repositório registra mais de 23 milhões de downloads de documentos, contribuindo para dar visibilidade ao patrimônio documental da CEPAL em áreas fundamentais do desenvolvimento econômico, social e sustentável da América Latina e do Caribe. Está entre os melhores repositórios acadêmicos do mundo. Atualmente tem seus metadados expostos por meio do Protocolo OAI-PMH.